# Tuvaluische Nationalhymne

Wappen Tuvalus mit dem Motto aus der Nationalhymne

Tuvalu mo te Atua (deutsch Tuvalu dem Allmächtigen, Tuvalu bedeutet Acht Inseln) ist die Nationalhymne des pazifischen Inselstaates Tuvalu.
Verstext und Komposition stammen von Afaese Manoa. Die Hymne wurde 1978 mit der Unabhängigkeit angenommen.

## Text
| Tuvalu mo te Atua Ko te Fakavae sili, Ko te alu foki tena, O te manuia katoa; Loto lasi o fai, Tou malo saoloto; Fusi ake katoa Ki te loto alofa; Kae amo fakatasi Ate atu fenua. "Tuvalu mo te Atua" Ki te se gata mai! Tuku atu tau pulega Ki te pule mai luga, Kilo tonu ki ou mua Me ko ia e tautai. "Pule tasi mo ia" Ki te se gata mai, Ko tena mana Ko tou malosi tena. Pati lima kae kalaga Ulufonu ki te tupu. "Tuvalu ko tu saoloto" Ki te se gata mai! | Übertragung: „Tuvalu dem Allmächtigen“ Sind die Worte, die wir am höchsten schätzen, Denn als Volk oder als Führer, Von Tuvalu teilen wir alle; Das Wissen, dass Gott Ewig herrscht im Himmel droben; Und dass wir in diesem Land Vereint sind in Seiner Liebe; Wir bauen auf einem festen Fundament Wenn wir auf Gottes großes Gesetz vertrauen. „Tuvalu dem Allmächtigen“ sei unser Lied für immer! Lasst uns unsere Leben fürderhin anvertrauen Dem König, zu dem wir beten, Mit unseren Augen fest auf ihn gerichtet Wird er uns den Weg zeigen. „Auf dass wir regieren mit Ihm in Ehre“ Sei unser Lied für immer. Denn seine allmächtige Kraft Ist unsere Stärke von Küste zu Küste. Ruft laut im Jubel Zu dem König, den wir ehren. „Tuvalu frei und einig“ Sei unser Lied für immer! |